# Sweterek część 2, czyli 13 postulatów w sprawie miłości
Sweterek część 2, czyli 13 postulatów w sprawie miłości to druga w karierze Michała Wiśniewskiego płyta z piosenką poetycką nagrana wspólnie z Andrzejem Wawrzyniakiem.
Płyta ta została sfinansowana ze zbiórki internetowej, na której fani zespołu i Michała Wiśniewskiego mogli pomóc mu w spełnieniu kolejnego marzenia.
23 grudnia 2018 roku ukazał się pierwszy teledysk promujący płytę do utworu „Recepta na miłość”, a do utworu ,,Zagubieni" 17 stycznia 2019.

## Lista utworów
1. Zagubieni[3]
2. Bądź moją żoną
3. Spokój za oknem
4. Nie chce opadać z deszczem
5. Niech się skrzy
6. Jak motyle
7. Cicha samotność
8. Tak bywa
9. Chodź, pocałuj mnie
10. Dobrze, że Ciebie mam
11. Wypij ze mną
12. Mam już kogo kochać
13. Recepta na miłość[2]